# Kekkō Kamen
Kekkō Kamen (けっこう仮面) est un manga de Gō Nagai, de 1978.
L'histoire met en scène une héroïne ne portant sur elle qu'une cagoule et un nunchaku. Cette héroïne sans-dessous défend de façon burlesque les filles d'un lycée dont les professeurs ne sont que des hommes machos, pervers et sadiques. Si ces jeunes filles font moins de 19/20 lors d'un examen, c'est la torture assurée. Cependant Kekkō, jeune fille mystérieuse, nue et masquée, veille.
Kekkō Kamen est avant tout une comédie, pastiche de Gekkō Kamen, une série live de 1958 et les pinku eiga. L'ambiance évoque le ecchi mais  restant dans la pudeur, l'histoire touche un plus large public contrairement aux films, destinés aux aficionados.
Puis, comme répond Gō, lors de Japan Expo 2008, à la question rigolote « Ne trouvez-vous pas que Kekkō Kamen est une héroïne culottée ? » : « À la base, Kekkō Kamen est une parodie de Gekkō Kamen. C’était une blague, je l’avais envoyée à mon éditeur en pensant qu’il refuserait ; sauf qu’il a adoré. Elle dure depuis 30 ans. Comme je ne voulais pas que les jeunes femmes se sentent offensées par l’attitude de cette héroïne, j’ai ajouté plusieurs personnages féminins à forte personnalité ».

## Manga
Kekko Kamen a d'abord été pré-publié dans le magazine Monthly Shōnen Jump de Shueisha, de septembre 1974 à février 1978. La version française en trois tomes est parue en juin 2017 aux éditions Black Box à la suite d'un financement participatif.
- Shueisha (Jump Comics, 1976–1978)

| Vol. | Date de sortie | ISBN                  |
| 1    | avril 1976     | (ISBN 978-4088526515) |
| 2    | janvier 1977   | (ISBN 978-4088526522) |
| 3    | juillet 1977   | (ISBN 978-4088526539) |
| 4    | janvier 1978   | (ISBN 978-4088526546) |
| 5    | juillet 1978   | (ISBN 978-4088526553) |

- Shueisha (Jump Comics Deluxe, 1990)

| Vol. | Date de sortie | ISBN                  |
| 1    | août 1990      | (ISBN 978-4088583358) |
| 2    | octobre 1990   | (ISBN 978-4088583365) |
| 3    | décembre 1990  | (ISBN 978-4088583372) |

- Kadokawa Shoten (Kadokawa Bunko, 1996)

| Vol. | Date de sortie | ISBN                  |
| 1    | avril 1996     | (ISBN 978-4041978016) |
| 2    | avril 1996     | (ISBN 978-4041978023) |
| 3    | avril 1996     | (ISBN 978-4041978030) |

- Kōdansha (Kodansha Comics Deluxe, 2003)

| Vol. | Date de sortie | ISBN                  |
| 1    | juillet 2003   | (ISBN 978-4063347449) |

- LEED (SP Comics, 2004)

| Vol. | Date de sortie | ISBN                  |
| 1    | avril 2004     | (ISBN 978-4845828067) |
| 2    | octobre 2004   | (ISBN 978-4845828173) |

La série existe également sous forme de ebook, édité par ebookjapan.
En 2017, une version française est publiée pour la première fois en 3 volumes reliés par la maison d'édition Black box éditions qui obtient la majorité des droits d'auteur de Go Nagai, sous son titre original "Kekko Kamen".

## Adaptations roman et animé
- Shōsetsu. Kekkou Kamen (小説・けっこう仮面?, Le roman de Kekkō Kamen) de Sogawa Makoto Kokorozashi (十川誠志?), 03/1991 [4]
- Kekkō Kamen (けっこう仮面?), OVA, 08/1991 [5]

## Adaptation live
- Kekkou Kamen (けっこう仮面?, Film, 1991)
- Kekkou Kamen 2 (けっこう仮面２?, Film, 1992)
- Kekkou Kamen 3 (けっこう仮面３?, Film, 1993)
- Kekkō-Kamen (けっこう仮面?, Film, 2003)
- Kekkō Kamen: Mangurifon no Gyakushū (けっこう仮面 マングリフォンの逆襲?, Film, 2003)
- Kekkō Kamen Returns (けっこう仮面 RETURNS?, Film, 2004)
- Kekkō Kamen Surprise!! (けっこう仮面 SURPRISE?, Film, 2004)
- Kekkō Kamen Royale (けっこう仮面 ロワイヤル?, Film, 2006)
- Kekkō Kamen Premium (けっこう仮面 プレミアム?, Film, 2006)
- Kekkō Kamen Forever (けっこう仮面　フォーエバー?, Film, 2006)
- Mask the Kekkou : Reborn (けっこう仮面 reborn?, Film, 2012)[6]